# Cecharismena
Cecharismena är ett släkte av fjärilar. Cecharismena ingår i familjen nattflyn.
Kladogram enligt Catalogue of Life:
| Cecharismena | \| \| Cecharismena cara \| \| \| \| \| \| Cecharismena nectarea \| \| \| \| |
|              | \| \| Cecharismena cara \| \| \| \| \| \| Cecharismena nectarea \| \| \| \| |
|              | Cecharismena cara                                                           |
|              |                                                                             |
|              | Cecharismena nectarea                                                       |
|              |                                                                             |